# Trying to Get to You
Trying to Get to You (Tryin' to Get to You) – piosenka autorstwa Rose Marie McCoy i Charlesa Singletona. Oryginalnie nagrana przez The Eagles w 1954 roku i wydana przez Mercury Records.
Elvis Presley nagrał pięć wersji utworu. Pierwszy raz 23 marca 1955 r., a drugi – 11 lipca 1955 r. Ponadto, nagrał ją na żywo w Elvis (NBC TV Special), Elvis: As Recorded Live on Stage in Memphis i Elvis in Concert.
Nagrali ją też The Teen Kings, Faith Hill, Susie Arioli i Gene Summers.